# La testa di Vitus Bering
(Konrad Bayer, La testa di Vitus Bering, paragrafo 10 . Traduzione di Laura Mancinelli)
La testa di Vitus Bering (Der Kopf des Vitus Bering) è un romanzo del 1970 scritto da Konrad Bayer.
L'opera è una lunga biografia dell'esploratore russo di origini danesi Vitus Bering, inviato dallo zar Pietro I a esplorare la Russia settentrionale, e dando il nome a numerosi luoghi geografici da lui identificati, a cominciare dallo Stretto di Bering scoperto nel 1724. All'interno della trattazione ricorrono numerose digressioni su argomenti correlati, come l'antropologia e la geografia.

## Edizioni
- Konrad Bayer, La testa di Vitus Bering, traduzione di Laura Mancinelli, Edizioni dell'Orso, 1993, ISBN 978-88-7694-131-3.